# Orada (Funtana)
Orada je nenaseljen otok v Jadranskem morju. Pripada Hrvaški. Nahaja se med Funtano in Rovinjem.
V državnem programu za zaščito in uporabo majhnih, občasno naseljenih in nenaseljenih otokov ter okoliškega morja Ministrstva za regionalni razvoj in sklade Evropske unije je uvrščen med otoke z manjšo nadmorsko reliefno površino (kamnine različnih oblik in velikosti). Površina otoka je 1.520 m2. Pripada občini Funtana.